# فيكتوريا جنسن
فيكتوريا جنسن (بالدنماركية: Victoria Jensen)‏ هي ممرضة دنماركية، ولدت في 16 يناير 1847 في كوبنهاغن في الدنمارك، وتوفيت في 28 مايو 1930 في فريدريكسبرغ في الدنمارك.